# 関西Jリーグ応援番組「スタジアムへ行こう!!」
『関西Jリーグ応援番組「スタジアムへ行こう!!」』（かんさいジェイリーグおうえんばんぐみ スタジアムへいこう）は、2008年3月からジェイコムウエスト管轄のケーブルテレビ各局で放送されていたスポーツ情報番組である。

## 概要
その名のとおり、関西を本拠とするJリーグ4クラブ（京都サンガF.C.、ガンバ大阪、セレッソ大阪、ヴィッセル神戸）を専門に取り上げていた番組。内容は前週の試合回顧、関西4チーム主力選手へのインタビュー、そして次節の展望とイベント情報の紹介などが中心だった。
メインキャスターは元ヤンマーディーゼルサッカー部と大阪ガスサッカー部の選手でサッカー日本代表選手でもあった山野孝義が、アシスタントはスポーツキャスターの高木聖佳が務めていた。番組はキャスターの山野と高木、そして当時海外リーグで活動していた安田理大と乾貴士を招いてのボウリング大会を行ったこともある。
番組は毎週木曜 - 土曜にリピート放送されていた（初回放送は毎週木曜）。また、ジェイコムウエスト公式サイトでの動画配信も行われていたが、2010年12月30日放送分をもって放送休止状態に入っている。